# جيمس ويد
جيمس ويد (بالإنجليزية: James Wade)‏ هو لاعب دارت بريطاني، ولد في 6 أبريل 1983 في ألدرشوت في المملكة المتحدة.

## وصلات خارجية
- جيمس ويد على موقع DartsDatabase.co.uk (الإنجليزية)